# Perro de trabajo

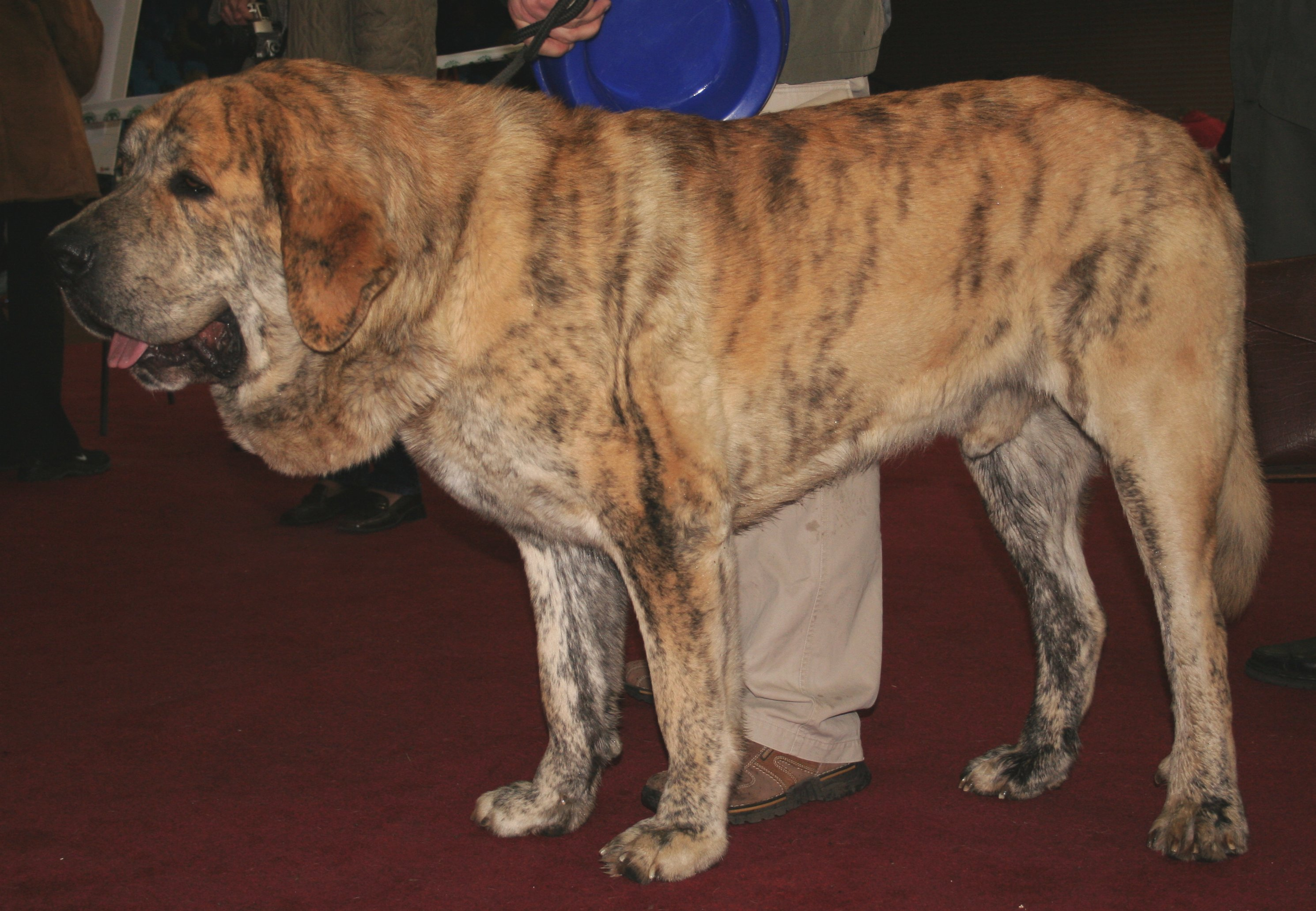
Mastín español.

Estos perros corresponden al grupo 2 de la Federación Cinológica Internacional, cuya clasificación incluye: Perros Tipo Pinscher y Schnauzer, Molosoides, Perros Tipo Montaña y Boyeros Suizos.
Los perros de trabajo son muy importantes para la sociedad ya que en muchas ocasiones su labor es cuidar a la familia con la que vive o para defensa de personas invidentes o personas de seguridad social.

## Sección 1

### Sección 1. Tipo Pinscher y Schnauzer
Alemania:
- Dóberman
- Pinscher
- Pinscher miniatura (Zwergpinscher)
- Affenpinscher

Austria:
- Pinscher austriaco

Dinamarca / Suecia:
- Perro de granja danés y sueco

### Sección 1.2 Schnauzer
Alemania
- Schnauzer gigante (Riesenschnauzer) sal y pimienta, negro
- Schnauzer sal y pimienta, negro
- Schnauzer miniatura sal y pimienta, negro, negro y plata, blanco

### Sección 1.3 Smoushond
Holanda:
- Ratonero neerlandés

### Sección 1.4 Tchiorni Terrier
Rusia: 
- Terrier ruso negro

## Sección 2 Molosoides

### Sección 2.1 Tipo Dogo
Argentina:
- Dogo argentino

Brasil:
- Fila brasileiro

China:
- Shar Pei

Dinamarca:
- Broholmer

Alemania:
- Bóxer

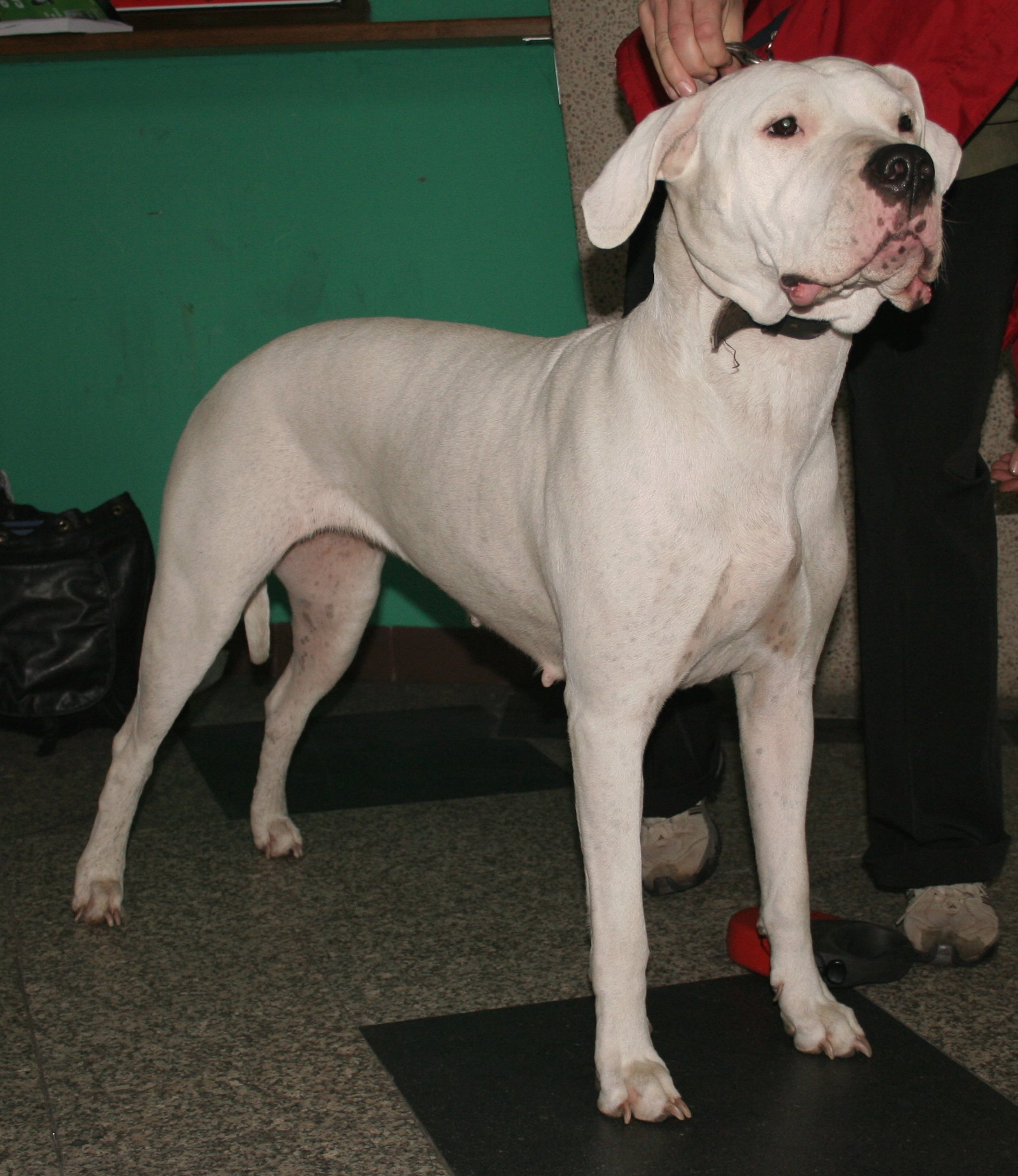
Dogo argentino.

- Gran danés dorado y atigrado, negro y arlequín, azul
- Rottweiler

España:
- Dogo mallorquín (Ca de bou o perro de presa mallorquín)
- Presa canario (Dogo canario)

Francia:
- Dogo de Burdeos

Gran Bretaña:
- Bulldog
- Bullmastiff
- Mastín inglés

Italia:
- Mastín napolitano
- Mastín italiano (Cane Corso)

Japón:
- Tosa Inu

Portugal:
- Cão de Fila de São Miguel

Uruguay:
- Perro cimarrón uruguayo

### Sección 2.2. Tipo Montaña
Bosnia/Croacia:
- Pastor de Bosnia-Herzegovina y Croacia (Tornjak)

Canadá:
- Terranova, marrón, negro, blanco y negro.

Alemania:
- Hovawart
- Leonberger

Alemania/Suiza:
- Landseer (Tipo Europeo-Continental)

España:
- Mastín español
- Mastín del Pirineo

Francia:
- Perro de montaña de los Pirineos

Macedonia/Serbia:
- Sarplaninac

Marruecos:
- Aïdi

Portugal:
- Cão da Serra da Estrela pelo liso, pelo largo.
- Cão de Castro Laboreiro
- Rafeiro do Alentejo

Rumania:
- Pastor rumano de Bucovina

Rusia:
- Pastor caucásico
- Pastor de Asia Central

Eslovenia:
- Pastor de Karst

Suiza:
- San bernardo, pelo corto, pelo largo.

Tíbet:
- Dogo del Tíbet

Turquía:
- Pastor Kangal

## Sección 3
- Perros tipo montaña y boyeros suizos

Suiza:
- Boyero de Appenzell
- Boyero de Berna
- Boyero de Entlebuch
- Gran boyero suizo